# Steyr M1912 Mauser
Lo Steyr Model 1912 Mauser era un fucile a otturatore girevole-scorrevole basato sul Mauser Gewehr 98 e prodotto dalla Steyr  prima della prima guerra mondiale per il mercato dell'esportazione. Durante la guerra esso venne impiegato anche dall'Imperiale e regio esercito austro-ungarico. 

## Sviluppo
Il fucile era una copia fedele del Gewehr 98 della Mauser, con calcio con impugnatura a pistola, fascetta superiore a H, alzo a ritto e cursore graduato fino a 1 800 o 2 000 metri.. Rispetto al modello Mauser, l'astina paramano superiore era più corta.
Le versioni carabina e moschetto avevano il manubrio dell'otturatore incurvato in basso ed erano più corti, con alzo graduato fino a 1 400 metri. 
La versione adottata dall'Imperiale e regio esercito differiva dal modello da esportazione per l'anello portacinghia più grande. 

## Servizio
Il fucile fu adottato da Messico, Colombia, Cile, Cina e soprattutto Esercito federale messicano, che lo impiegò dal 1913 nella Rivoluzione messicana. 
Nel 1914, allo scoppio della prima guerra mondiale, 66 979 fucili e carabine del contratto messicano, 5 000 colombiani e 43 100 cileni vennero requisiti dall'Austria-Ungheria e immessi in servizio come Repetiergewehr M14.
Il ZB vz. 98/22 cecoslovacco era a sua volta una copia fedele dello Steyr M1912, mentre dalla versione carabina dello stesso venne derivato il ZB vz. 33. Alcuni dei fucili destinati al Messico e mai consegnati, in Jugoslavia vennero modernizzati in FN Model 24/30 calibro 7,92 × 57 mm Mauser. Nel 1929, 5 000 moschetti M1912, con canna da 560 mm, vennero realizzati dalla Československá zbrojovka Brno utilizzando parti di ricambio Steyr. Nel 1961, gli M1912 cileni vennero aggiornati ricevendo canne da 600 mm in calibro 7,62 × 51 mm NATO, ottenendo così il "Modelo 12/61". 

## Utilizzatori
- Cile: Modelo 1912 e Model 12/61[7]
- Cina: ?[8]
- Colombia: Modelo 1912[3]
- Messico: Modelo 1912[11]
- Jugoslavia: M24B[11]